# صموئيل بارد (سياسي)
صموئيل بارد هو سياسي أمريكي، ولد في 18 مايو 1825، وتوفي في سبتمبر 1878 بسبب حمى صفراء. انتخب Governor of the Territory of Idaho ‏ (30 مارس 1870 – 30 مارس 1870).